# Отряд самоубийц (DC Comics)
Отря́д самоуби́йц (англ. Suicide Squad), также известная как Операти́вная Гру́ппа Икс (англ. Task Force X) — название двух организаций, появляющихся в комиксах издательства DC Comics. Первая версия дебютировала в комиксе The Brave and the Bold (vol. 1) № 25 (1959), а вторая — в комиксе Legends № 3 (1987). «Оригинальный» Отряд самоубийц был позже создан в Тайном Происхождении (vol. 2) № 14, соединяющий другие отряды.
Современный Отряд самоубийц (созданный Джоном Острандром и Райаном Скоттом в вышеупомянутых Легендах № 3) является командой антигероев, заключенных в тюрьму для суперзлодеев, которые действуют как спорные активы для правительства Соединенных Штатов, отправляемые на рискованные миссии и секретные операции в обмен на смягчение тюремного срока. Команда работает из тюрьмы Белль Рев под руководством доктора Аманды Уоллер. Существование Отряда самоубийц помогает объяснить, почему множество осужденных злодеев округа Колумбия бродят свободно, без необходимости отслеживания их.

## История публикаций
Оригинальный Отряд самоубийц, показанная в комиксе «Отвага и смелость», состояла из Рика Флага-младшего, его подруги Кэрин Грейс, доктора Хью Эванса и Джесс Брайта. Эта команда была создана писателем Робертом Кэнигэром и художником Россом Андру. Позднее установлено, что самое первое воплощение команды было сформировано, чтобы сражаться с чудовищными угрозами и появляется в качестве замены для Общества Справедливости Америки, участники которой в основном вышли в отставку, в результате несправедливых обвинений во время Эры МакКарти.

### Отряд самоубийц Серебряного века
Оригинальный Отряд самоубийц появился в шести выпусках комиксе Бэтмэн: Отвага и Смелость (vol. 1), а также в Action Comics (vol. 1) № 552. Хотя у этого раннего воплощения команды (созданная писателем Робертом Кэнигэром и художником Россом Эндрю) не имеет шпионских атрибутов поздних команд, это заложило большую часть основы для личной истории первого лидера команды, Рика Флэга младшего.

### Война потустороннего мира II Отряд самоубийц
Команда Второй Мировой Войны в комиксе Тайны Происхождения vol. 2 № 14 была средством связи Отряда самоубийц Серебряного века и Отряда самоубийц Военной Эры (также названная Эскадроном самоубийц) созданная Робертом Кэнигэром для его «Война, забытая временем» рассказы на страницах Star Spangled War Stories. Этот Отряд описан как «сверхсекретные Рэнджеры», участники которого были обучены выполнять миссии, из которых обычные добровольцы не возвращаются живыми. Неясно, является ли эта команда частью современного канона Отряда самоубийц или команда, представленная в серии Тайны Происхождения, была представлена как замена для них в продолжении DC.
Другая классическая версия Команды (Рик Флэг, Кэрин Грейс, Джесс Брайт и Доктор Хью Эванс) появляется в мини-серии 2004 года DC: Новый Горизонт, созданная Дарвином Куком. Команды была показана вкратце, она выполняет всевозможные опасные миссии, и в конечном счете Флэг призывает Хэла Джордана вступить в команду, чтобы Хэл помог в подготовке пилотируемого космического полета на Марс. Тестовый прогон экспериментальной ракеты быстро отклоняется на юг и команда (без Джордана) погибает во взрыве.

## Биография
После провальной миссии, в которых погибло множество хороших солдат в целях защиты Американских интересов, был сформирован Отряд самоубийц. Команда была создана Амандой Уоллер, как тайная государственная организация, главным образом состоящая из осужденных преступников. Эта команда была задумана правительством, чтобы проводить секретные операции и, в случае чего, отрицать её существование, не задумываясь о потере солдат на миссии.

## Вне комиксов

### Телевидение

#### Анимационные сериалы
Отряд самоубийц появляется в мультсериале «Лига Справедливости» в эпизоде «Спецотряд Икс». Правительство принимает на работу Капитана Бумеранга, Дэдшота, Пластику и Короля Часов для миссии, чтобы украсть Уничтожителя из Сторожевой Башни Лиги Справедливости.

#### Сериалы
В сериале «Тайны Смолвиля» в 9 эпизоде «Абсолютная Справедливость», на Отряд самоубийц ссылается непосредственно Аманда Уоллер. Отряд самоубийц показан в 10-м и заключительном сезоне сериала, где среди участников появляются Рик Флаг, Дэдшот (Флойд Лотон), Пластик (Бэтти Санс-Соузи) и Варпа (Эмиль) . В течение 10-го сезона показано, что Команда начала работать на Хлою Салливан.
В сериале «Стрела» в эпизоде «Отряд самоубийц», команда появляется под руководством Аманды Уоллер и состоит из Дэдшота, Шрапнели, Бронзового Тигра и Лилы Майклса. Джон Диггл был также временным членом команды, но уехал в конце эпизода. Шрапнель очевидно убита Уоллером в результате его отказа от миссии.

### Фильмы
Отряд самоубийц получил собственный фильм «Отряд самоубийц», который вышел в 2016 году. В состав команды входят Харли Квинн (Марго Робби), Дэдшот (Уилл Смит), Капитан Бумеранг (Джай Кортни), Чаровница (Кара Делевинь), Рик Флэг (Юэль Киннаман), Убийца Крок (Адевале Акиннуойе-Агбадже), Удавка (Адам Бич), Катана (Карен Фукухара), Эль Диабло (Джей Эрнандес).

### Анимационные фильмы
Рик Флаг появляется в мультфильме «Лига Справедливости: Новый барьер», адаптация DC: The New Frontier от Дарвина Кука. Сама команда вырезана из истории для краткости, остаются только Флаг и Хэл Джордан.
Отряд самоубийц появляется в анимационном фильме «Бэтмен: Нападение на Аркхэм», команда является как главный фигурант фильма. Команда состоит из Дэдшота, Харли Квинн, Короля Акул, Капитана Бумеранга, Чёрного Паука, Убийцы Фроста и КГБиста, в то время как Аманда Уоллер контролирует их действия, под угрозой взорвать бомбу, которая хирургическим путем имплантированы в их позвоночники. КГБист был убит как пример серьезности Аманды Уоллер после того как они отклонились от плана и когда решили избавиться от бомб.
Отряд самоубийц также появляется в анимационном фильме «Тёмная Лига Справедливости: Война Апокалипсиса». Команда состоит из Капитана Бумеранга, Короля Акул, Черной Манты, Бэйна и Гепарды. В отличие от остальных версий, команду возглавляет Харли Квинн вместо Аманды Уоллер, которая умерла.

### Видеоигры
- В игре Batman: Arkham Origins Аманда Уоллер принимает на работу Детстроука в Отряд самоубийц, намекая на возможное появление Команды в будущей игре «Бэтмен: Аркхем».

- Несколько сцен из игры Batman: Arkham Origins Blackgate вовлекает Аманду Уоллер и Отряд самоубийц в тюремный бунт. Уоллер и Рика Флага-младшего показывают, принимающими на работу Бронзового Тигра и Дэдшота.